# Criquetot-l’Esneval
Criquetot-l’Esneval ist eine französische Gemeinde mit 2.578 Einwohnern (Stand 1. Januar 2022) im Département Seine-Maritime in der Region Normandie. Sie gehört zum Arrondissement Le Havre und ist Mitglied im Gemeindeverband Le Havre Seine Métropole. Die Bewohner werden Criquetotais und Criquetotaises genannt.
Die Gemeinde erhielt 2022 die Auszeichnung „Zwei Blumen“, die vom Conseil national des villes et villages fleuris (CNVVF) im Rahmen des jährlichen Wettbewerbs der blumengeschmückten Städte und Dörfer verliehen wird.

## Geographie
Criquetot-l’Esneval liegt in der Naturregion Pays de Caux, etwa 20 Kilometer nordöstlich von Le Havre. Umgeben wird Criquetot-l’Esneval von den Nachbargemeinden Cuverville im Norden, Écrainville im Osten und Nordosten, Vergetot im Süden und Südosten, Hermeville im Süden, Turretot im Südwesten, Anglesqueville-l’Esneval im Westen und Südwesten sowie Villainville im Nordwesten.

## Toponymie
Der erste Teil des ersten Namensteils der Gemeinde, „Crique“ oder „Kerch“, stammt aus dem Keltischen und bedeutet „Höhe“. Die Endung „tot“ ist in der Caux-Region sehr verbreitet und wird von allen skandinavischen Völkern verwendet und bedeutet „Haus“. Criquetot würde daher „Haus der Höhe“ bedeuten und sein Ursprung würde wahrscheinlich auf die Zeit vor der römischen Eroberung zurückgehen. Der zweite Teil „L’Esneval“ ist der Beiname, den das Dorf von seinen Seigneurs, den Baronen von Esneval, trägt.

## Geschichte
Das Ortszentrum von Criquetot l’Esneval liegt am Schnittpunkt verschiedener Departementsstraßen. Diese haben alle sehr alte Ursprünge, insbesondere die D 79 von Octeville-sur-Mer nach Fécamp. Die Römerstraße verlief unweit des Hügels im Zentrum des Dorfes und dies lässt vermuten, wie das Dorf entstand und wuchs.
Die Anwesenheit des Menschen in Criquetot l’Esneval reicht bis in die Vorgeschichte zurück. Der Fund polierter Steinäxte sowie von Bronzeäxten  weist mit Sicherheit auf den Durchgang von Menschen und wahrscheinlich auf deren Aufenthalt im Gemeindegebiet hin. Dies sind Sammlungen von Artefakte an eine sehr alte Vergangenheit in der Nähe der gallischen Wege, die viel später durch die römischen Straßen ersetzt wurden.
Die Region, in der Criquetot liegt, war ein Transitgebiet für den Handel zwischen England und Südgallien, mit einer Bronzeindustrie am Ufer der Seine bei Sandouville. Das Metall gelangte auf dem Seeweg zu den Häfen von Étretat und Yport und erreichte dann per Landtransport über die Hochebene die Seine. Das Dorf Criquetot lag ganz in der Nähe eines dieser Wege und könnte aufgrund der Höhenlage des Ortes ein Zwischenstopp oder Zufluchtsort für Kaufleute und ein Überwachungspunkt gewesen sein.
Die römische Besetzung Galliens hinterließ ihre Spuren in Criquetot, dessen ältestes Denkmal, „Chasteau“ genannt, der noch heute sichtbare Erdhügel in der Mitte des Dorfes ist. Dieser künstlich angelegte Erdhügel war einer von vielen militärischen Überwachungsposten zum Schutz der Verbindungswege.
Criquetot war bis zum 16. Jahrhundert das Zentrum der Baronie. Ludwig XI. begründete den Dorfmarkt im Jahre 1476. Karl IX. hielt sich 1563 im Lager Azelonde auf, um das damals von den Engländern besetzte Le Havre zu belagern. Die Region war im 16. Jahrhundert ein wichtiges protestantisches Zentrum. Von 1606 bis 1654 lag die Schirmherrschaft über Criquetot in den Händen von Claude Prunele. Maximilien Dastron ist der letzte Seigneur von Criquetot l’Esneval und Alleinerbe der Ländereien seiner Vorfahren von 1762 bis 1789, dem Tag, an dem er während der Französischen Revolution das Land verlassen musste und 1806 in Rouen starb.

## Bevölkerungsentwicklung
| Jahr      | 1962 | 1968 | 1975 | 1982 | 1990 | 1999 | 2006 | 2012 | 2020 |
| --------- | ---- | ---- | ---- | ---- | ---- | ---- | ---- | ---- | ---- |
| Einwohner | 1289 | 1253 | 1386 | 1663 | 1979 | 2149 | 2205 | 2367 | 2563 |

## Sehenswürdigkeiten
- Kirche Notre-Dame, ursprünglich aus dem 11. Jahrhundert
- Herrenhaus L’Ecluse aus dem frühen 16. Jahrhundert mit Taubenschlag aus dem frühen 17. Jahrhundert, seit 1993 als Monument historique klassifiziert
- Das Herrenhaus von Alezonde wurde am Ende des 15. Jahrhunderts von den Martels auf den Ruinen einer alten Festung erbaut. Dieses Fachwerkhaus mit gemauertem Erdgeschoss war zu Beginn des 20. Jahrhunderts noch reetgedeckt. Es zeichnete sich durch große architektonische Qualität aus, insbesondere durch die skulpturale Verzierung der Schornsteine, Sandgruben und Pfosten und galt als Beispiel für ein Cauchois-Herrenhaus. Im Dezember 1979 riss ein Sturm das Dach ab. Der Verfall des inzwischen verschwundenen Gebäudes erfolgte rasch.

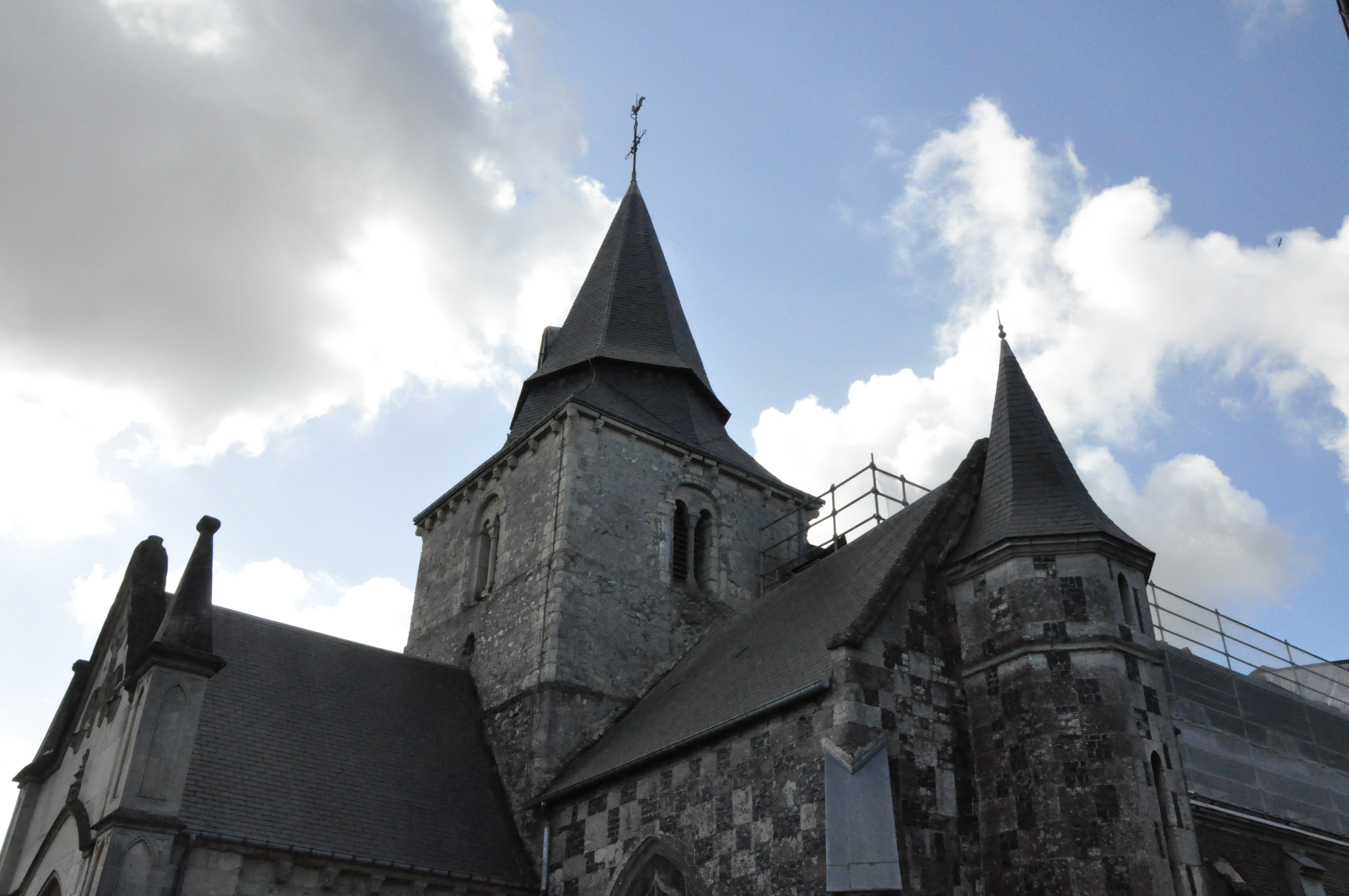
Kirche Notre-Dame
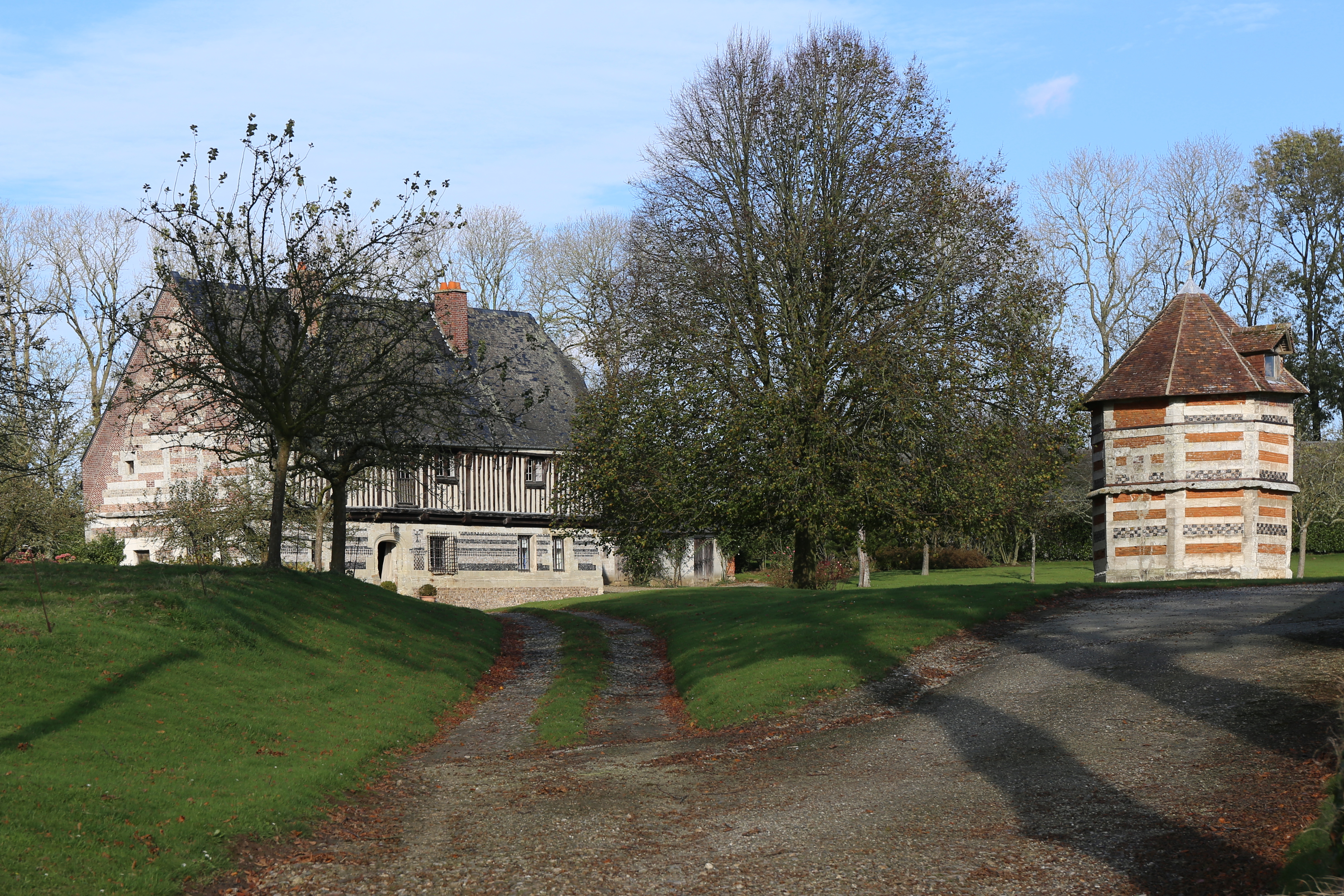
Herrenhaus L’Ecluse
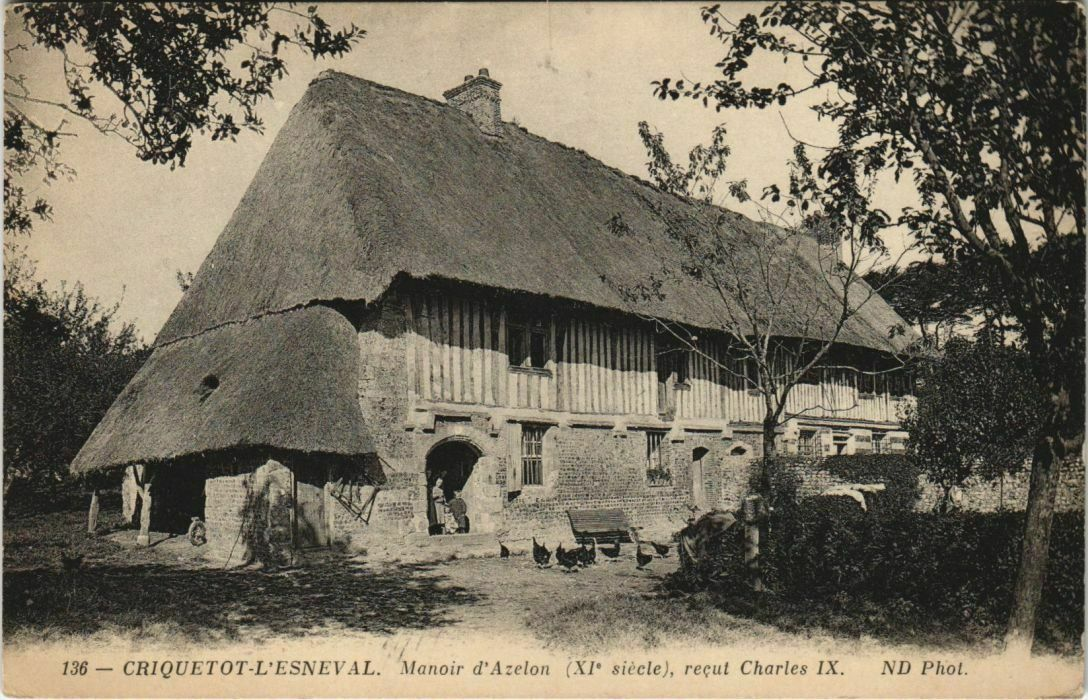
Herrenhaus von Alezonde auf einer Postkarte des 20. Jahrhunderts